# Horningsea
Horningsea är en ort och civil parish i Storbritannien.   Den ligger i distriktet South Cambridgeshire i grevskapet Cambridgeshire i riksdelen England, i den sydöstra delen av landet, 80 km norr om huvudstaden London. Horningsea ligger 13 meter över havet och antalet invånare är 331.

## Geografi
Terrängen runt Horningsea är platt, och sluttar norrut. Runt Horningsea är det ganska tätbefolkat, med 149 invånare per kvadratkilometer. Närmaste större samhälle är Cambridge, 6,4 km sydväst om Horningsea. Trakten runt Horningsea består till största delen av jordbruksmark.

### Klimat
Kustklimat råder i trakten. Årsmedeltemperaturen i trakten är 9 °C. Den varmaste månaden är juli, då medeltemperaturen är 18 °C, och den kallaste är januari, med 0 °C.